# Leirfjord
Leirfjord est une kommune de Norvège. Elle est située dans le comté de Nordland. L'administration municipale est située dans la commune de Leland.

## Localités
- Åkvik (65° 59′ 00″ N, 12° 51′ 00″ E)
- Bardal (66° 13′ 00″ N, 13° 24′ 00″ E)
- Kviting (66° 02′ 00″ N, 12° 57′ 00″ E)
- Leira (66° 04′ 00″ N, 13° 04′ 00″ E)
- Leland (66° 03′ 48″ N, 12° 56′ 12″ E)
- Levang
- Sundøya